# Henrica van Erp
Henrica van Erp (c. 1480 – 26 de desembre de 1548) fou una abadessa neerlandesa i autora de la Crònica del seu monestir, fet que la converteix en una de les primeres historiadores del segle XVI als Països Baixos.

## Biografia
Henrica van Erp era filla de Johan van Erp (cavaller) i Hildegunda Heins de Heijm. Tenia una germana, Jacoba van Erp, que va esdevenir abadessa del monestir cistercenc Het Munster a Roermond del 1520 al 1558 o 1559. El seu germà Jan van Erp va ser un "alt alguatzil" (en neerlandès: hoogschout) de 's-Hertogenbosch entre el 1505 i el 1521.
Els pares d'Henrica probablement la van col·locar al monestir benedictí d'Oostbroek  a De Bilt quan era petita. En aquell moment hi vivien entre 15 i 20 monges. Oostbroek era un dels cinc monestirs per a dones nobles que se sap que estaven establerts a la ciutat d'Utrecht i els seus voltants en aquell moment.
El 15 de setembre de 1503 fou elegida abadessa del monestir. Va continuar dirigint la seva congregació durant més de quaranta-cinc anys i va ser responsable de gestionar les propietats i els recursos de la comunitat, tal com s'assenyala a la crònica. Segons Huygens ING: "S'han conservat molts documents i comptes processals, especialment pel que fa a l'explotació de sòls de torba entre De Bilt i Soest".  En aquella època, la torba era la principal font de combustible i una font d'ingressos del país.
Després de la seva mort a Utrecht el 26 de desembre de 1548, van Erp fou enterrada a l'església de l'abadia. Quan la Reforma protestant va arribar als Països Baixos, molts monestirs catòlics, inclòs el seu, van ser enderrocats. Entre les ruïnes del monestir, que fou destruït el 1580 o el 1585, la seva làpida fou descoberta  l'any 1612.

També es van col·locar dos escuts d'armes familiars a la làpida, l'esquerra amb una creu d'Andreu bloquejada, el jutge amb una estrella de sis puntes. Al braç esquerre reconeixem l'escut d'armes del gènere noble Van Erp, descrit al Llibre de la Noblesa Holandès de la següent manera: "En negre, una Creu de Sant Andreu a quadres platejats i vermells (nou zones platejades i vuit vermelles)". No hem pogut identificar el braç dret, però sens dubte prové de la seva família per part materna, la família Heins.

## Autor
La crònica de l'abadessa van Erp va ser escrita a mà i l'original s'ha perdut, però el document va ser copiat a finals del segle XVII per l'historiador aficionat Andries Schoemaker (1660 – 1735) d'Amsterdam. La còpia de Schoemaker data d'aproximadament el 1700 i va ser publicada el 1698 per Antonius Matthaeus; actualment es troba a la col·lecció de la biblioteca de la Universitat d'Utrecht.
La crònica conté notes sobre esdeveniments que van tenir lloc dins i al voltant del monestir, i probablement va ser escrita en gran part per la mateixa abadessa. La crònica (58 pàgines) comença amb l'any de fundació del Monestir de Dones: 'l'any 1139, quan el monestir de dones va ser construït amb fusta, i les dames van ser posades aquí al monestir', segons la seva —reescrita— frase d'obertura. Parla de la restauració de la torre del monestir el 1518 i del manteniment dels edificis, del vestiment de noves i la mort de monjos antics, i dels desastres naturals i guerres que el monestir va experimentar en els seus anys. Posa àmplia atenció al saqueig del superior de Gelderland, Maarten van Rossum. També descriu la visita de l'emperador Carles V a Utrecht.
Després de la mort de l'abadessa van Erp, la seva crònica fou continuada per altres autores que descrivien el període comprès entre 1549 i 1583, i l'obra de tres abadesses que la van succeir, Johanna van Hardenbroek (1549-1570), Maria van Zuylen (1570-1579) i Catharina van Oostrum (1580-c. 1589).
La crònica monàstica de Henrica Van Erp es va reeditar l'any 2010 basada en la lletra de Schoemaker i incloïa una traducció al neerlandès modern, juntament amb comentaris d'Anne Doedens i Henk van Looijestein.  La versió fou un projecte de col·laboració entre els Arxius d'Utrecht i la Biblioteca de la Universitat d'Utrecht.  Aquesta edició de la crònica es pot trobar als Arxius d'Utrecht.
Una edició digital de l'obra de van Erp està disponible al web de les Cròniques d'Utrecht.